# Académie de San Carlos
Pour les articles homonymes, voir San Carlos.
L'Académie de San Carlos (en espagnol : Academia de San Carlos) est une académie artistique fondée en 1781 et établie à Mexico, au Mexique.

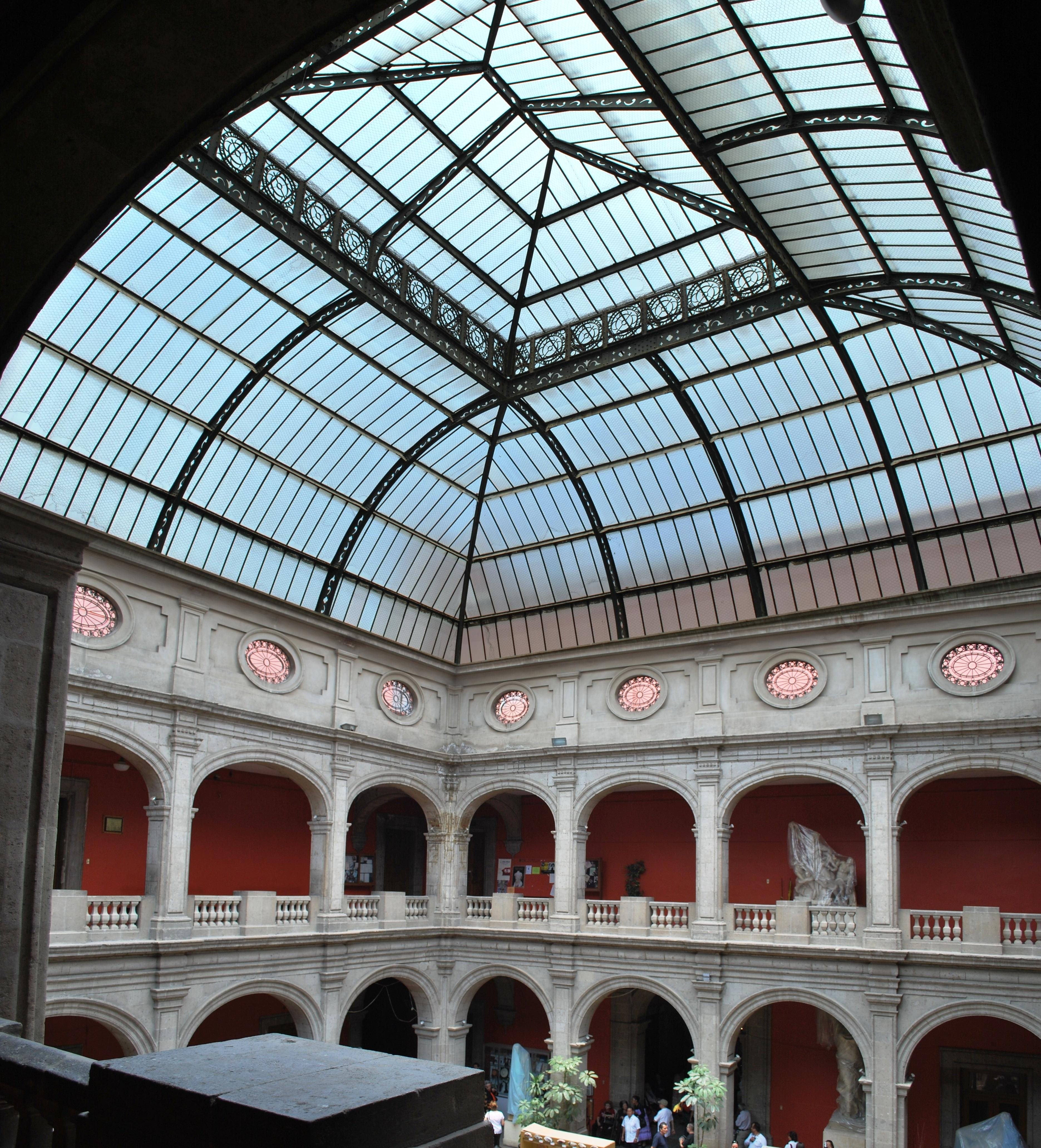
Académie de San Carlos, la verrière au-dessus du patio.

L'école est fondée sous l'appellation École de gravure et transférée à son implémentation actuelle au 22, rue Academia (au nord-est de la place principale de Mexico, la Plaza de la Constitución) quelque dix ans plus tard.
En 1846, deux Barcelonais sont engagés : Pelegrí Clavé y dirige l'école de peinture, tandis que Manuel Vilar dirige celle de sculpture.
C'est la première grande académie d'art où le peintre espagnol Antonio Fabrés a enseigné et aussi le premier musée d'art des Amériques. Elle a dispensé une formation classique européenne jusqu'au début du XXe siècle, quand elle passe à une perspective d'enseignement plus moderne. À cette même époque, elle est intégrée à l'Université nationale autonome du Mexique, devenant finalement l'École nationale d'arts expressifs, basée à Xochimilco. Actuellement, seuls les cours de troisième cycle de l'école moderne sont encore donnés dans le bâtiment originel.